# 上韃靼勒什蒂鄉
44°25′N 25°07′E / 44.417°N 25.117°E
上韃靼勒什蒂鄉（羅馬尼亞語：Comuna Tătărăștii de Sus, Teleorman），是羅馬尼亞的鄉份，位於該國南部，由特列奧爾曼縣負責管轄，處於布加勒斯特以西80公里，每年平均降雨量985毫米，海拔高度127米，2007年人口3,012。